# Schlacht bei Cádiz
Carpi – Chiari – Cremona – Kaiserswerth – Luzzara   – Santa Marta – Cádiz – Friedlingen – Vigo – Schmidmühlen – Bonn – Krottensee – Ekeren – Höchstädt – Speyerbach – Schellenberg – Gibraltar – Höchstädt – Vélez-Málaga – Marbella – Cassano – Barcelona – Sendlinger Mordweihnacht – Aidenbach – Calcinato – Ramillies – Turin – Castiglione – Santa Cruz de Tenerife – Almansa – Kap Béveziers – Toulon – Lizard Point – Lille – Oudenaarde – Gent – Malplaquet – Mons – Almenar – Saragossa – Syrakus – Villaviciosa – Rio de Janeiro – Denain – Barcelona
Die Schlacht bei Cádiz, ausgetragen im August/September 1702, wurde ausgelöst durch einen englisch-niederländischen Versuch, den südspanischen Hafen von Cádiz im Spanischen Erbfolgekrieg einzunehmen. Die andalusische Stadt Cádiz war das große Zentrum des spanisch-amerikanischen Handels. Die Einnahme des Hafens hätte die Spanier nicht nur von ihrem Imperium in Amerika abgeschnitten, sondern hätte den Alliierten zudem eine strategisch wichtige Operationsbasis für ihre Flotte zur Kontrolle des westlichen Mittelmeers verschafft.
Die militärische Kampagne wurde von diplomatischen Aktionen in Portugal begleitet, die darauf abzielten, der Augsburger Allianz die Unterstützung von Peter II. von Portugal zu sichern. Die Alliierten wollten zudem Unterstützung für einen Aufstand zugunsten des österreichischen Prätendenten auf den spanischen Thron Erzherzog Karl sammeln. Die Schlacht bei Cádiz war die erste Schlacht des Krieges auf der Iberischen Halbinsel, doch aufgrund von Rivalitäten innerhalb der Allianz, schlechter Disziplin, schwacher Zusammenarbeit und einer gekonnten Verteidigung durch den Marquis de Villadarias konnte Admiral George Rooke sein Ziel, die Einnahme des Hafens, nicht erreichen und segelte nach einem Monat unverrichteter Dinge wieder nach Hause.

## Hintergrund
Am 15. Mai 1702 erklärten die Mächte der Augsburger Allianz, angeführt von England und der Niederländischen Republik, Frankreich und Spanien den Krieg. Kaiser Leopold I. erklärte den Bourbonen ebenfalls den Krieg, doch seine Streitkräfte unter Eugen von Savoyen hatten in der Po-Ebene in Norditalien bereits vorher die Feindseligkeiten begonnen, um Österreich das spanischbeherrschte Herzogtum Mailand zu sichern. Prinz Eugens erfolgreiche Kampagne von 1701 hatte in England Begeisterung für einen Krieg gegen Frankreich geweckt und nutzte so Leopolds Anstrengungen, König Wilhelm III. von England davon zu überzeugen, eine alliierte Flotte in das Mittelmeer zu entsenden. Der Graf von Mitrowitz, der kaiserliche Gesandte in England, gemahnte, dass der Anblick einer alliierten Flotte im Mittelmeer einer Revolution in der spanischen Provinz Neapel Auftrieb verleihen würde. Dies hätte seiner Ansicht nach den Effekt, dass Süditalien den gefährlichen Hände Philipps V. entrissen werden könnte, der frankophile Papst Clemens XI. eingeschüchtert werden würde und der Herzog von Savoyen und andere italienische Fürsten dazu bewogen werden könnten, die Seiten zu wechseln. Prinz Eugen hingegen blieb maßvoller und bat lediglich um eine Schwadron, die seine Nachschublinien von Triest über die Adria sichern sollte.
Die Engländer hatten im Mittelmeer ihre eigenen Interessen: die Levant Company brauchte Eskorten und die Präsenz einer alliierten Flotte könnte die Dominanz von König Ludwigs Toulon-Flotte brechen, was eine vernichtende Auswirkung auf die französischen Seestreitkräfte gehabt hätte. Es war jedoch klar, dass die Alliierten sich zuerst eine Basis auf der Iberischen Halbinsel sichern mussten, bevor sie sich auf irgendeine Weise an Strategien im Mittelmeer beteiligte. Die Entscheidung für Cádiz, dessen Einnahme die Straße von Gibraltar öffnen und den Handel mit der neuen Welt unter alliierte Kontrolle bringen würde, fiel noch vor dem Tod König Wilhelms III. im März 1702, doch führte seine Nachfolgerin Königin Anne mit ihren Ministern unter der Leitung des Earls of Marlborough diese Politik fort.
Englands Vertreter am portugiesischen Hof in Lissabon, John Methuen und sein Sohn Paul setzten sich ebenfalls für eine starke marine Demonstration vor der spanischen Küste ein, um den schwankenden König Peter II. von Portugal dazu zu bringen, die geltenden Verträge mit Spanien und Frankreich aufzukündigen und sich der Augsburger Allianz anzuschließen. Die Methuens erhielten Unterstützung durch Prinz Georg von Hessen-Darmstadt, einem Cousin von Kaiserin Eleonore Magdalene. Die Alliierten hofften, dass der Prinz während der Verhandlungen der Methuens mit den Portugiesen eine pro-österreichische Revolte in Spanien zugunsten des Kaisers jüngstem Sohn und Beansprucher der spanischen Throns, dem Erzherzog Karl, initiieren und sogar anführen könnte.

## Vorspiel
Die englisch-niederländische Flotte stach Ende Juli in See und passierte die portugiesische Küste am 20. August. Admiral Rooke unterstanden 50 Kriegsschiffe (30 englische und 20 niederländische) und weitere Transportschiffe, insgesamt 160 Schiffe. Ormonde, der Kommandant der Soldaten, befehligte im Gesamten 14.000 Mann, darunter 10.000 Engländer (darunter 2400 Marineinfanteristen) und 4000 Niederländer. Dennoch setzte Rooke keine allzu großen Hoffnungen in die Expedition: seine Schiffe hatte nur unzulängliche Vorräte für eine längere Operation und er hatte Befürchtungen hinsichtlich des französischen Hafens Brest, der zwischen ihm und der Heimat lag.

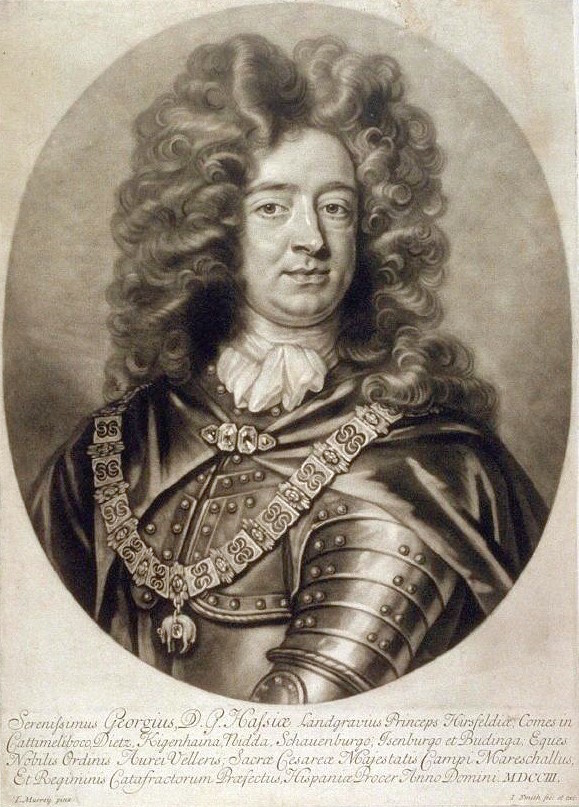
Prinz Georg von Hessen-Darmstadt (1670–1705) begleitete die Flotte im Auftrag Österreichs.

Prinz Georg hatte sich mit seinem Schiff, der Adventure, der Flotte bei Cabo de São Vicente angeschlossen. Sowohl der Prinz als auch Paul Methuen (der sich der Expedition ebenfalls angeschlossen hatte) berichteten Rooke, dass Cádiz nur schwach verteidigt sei, wohingegen des Admirals eigene Erkundigungen, die auf von gefangengenommenen Fischern erlangten Informationen beruhten, auf eine mächtige Garnison von regulären spanischen Truppen, die die Stadt bereits verstärkt hatten, schließen ließen. Alliierte Zweifel über die wahre Stärke der Truppen, die ihnen entgegenstanden, wurden durch die spanische Strategie, auf Erhebungen große Feuer zu entfachen, noch verschlimmert. Daher wurden die drei Tage nach der Ankerung der alliierten Flotte am 23. August vor Cádiz mit nutzlosen Diskussionen verschwendet, bevor irgendeine Entscheidung getroffen wurde.
Es gab mehrere Optionen für einen alliierten Angriff. Rookes Tagebuch vom 25. August zufolge schlug Sir Stafford Fairborne vor:

„…nach dem Vorschlag, den Hafen zu erstürmen und die acht französischen Galeeren, die unter dem Schutz der Mauern von Cádiz vor Anker lagen zu zerstören, berief er [der Admiral] einen Rat der Flaggoffiziere ein, um dies zu erörtern; doch … wurde einstimmig entschieden, dass es unvernünftig und unausführbar sei, auch nur eine der Fregatten für einen derartigen Handstreich zu gefährden.“

Eine andere Option für die Alliierten bestand darin, eine Armee unter dem Feuerschutz durch die Flotte auf dem Isthmus anzulanden, was Cádiz vom Festland getrennt hätte; von dort aus hätten die Truppen die Stadt stürmen können. Diese Taktik präferierte Ormonde, doch Generalmajor O’Hara bestand darauf, eine Landung auf dem Isthmus wäre unratsam, wenn die Navy nicht gleichsam die Anlandung einer hinreichenden Proviantmenge garantieren könne, was sie wegen der Leeküste wiederum nicht konnte. Ormondes zweite Wahl bestand in einer Blockade, begleitet von der Bombardierung der Stadt; es bestanden jedoch Zweifel, ob die Flotte nahe genug vor der Küste vor Anker gehen könnten, um einen effektiven Beschuss gewährleisten zu können. Prinz Georg wandte gegen diesen Plan ein, dass so die Bevölkerung vor den Kopf gestoßen werden würde. Deshalb traf man die Entscheidung, die alliierten Truppen zwischen der Bucht der Stiere und dem Fort Sankt Katharina anzulanden. Dies kam der Navy zupass, da auf sie ihre Schiffe auf diese Weise nahe an die Küste bringen und so von diesem Brückenkopf die Städte Rota und El Puerto de Santa María nehmen konnte. Jedenfalls war es vom Landeplatz zum Isthmus von Cádiz ein weiter Weg (siehe Karte weiter unten).
Dem Marquis de Villadarias hatte man den Oberbefehl über die bedrohte Provinz Andalusien erteilt. Cádiz, die Hauptstadt Andalusiens, hielt eine Garnison von 300 schlecht ausgerüsteten Mann sowie eine ähnliche Anzahl an Männern, die die Küstenlinie verteidigen sollte. Doch das plötzliche Auftauchen der alliierten Flotte erzeugte eine Notlage und, in Philip Stanhopes Worten, ‘den Geist und die Entschlossenheit, sie zurückzuwerfen’. Die wohlhabenden Städte Córdoba und Sevilla leisteten ihren Beitrag zur spanischen Sache, die Adligen griffen zu den Waffen und die lokalen Bauern wurden in Bataillonen organisiert, sodass Villadarias nach der Verstärkung der städtischen Garnison noch fünf- oder sechshundert Reiter ausrüsten sowie mehrere tausend Mann Miliz ins Felde führen konnte. Um seine Verteidigungsstellung noch weiter zu stärken, sicherte der spanische Kommandeur den Hafen mit einer starken Hafenkette und versenkte zwei massive Schiffsrümpfe am Hafeneingang.

## Schlacht

### Landung und Plünderung

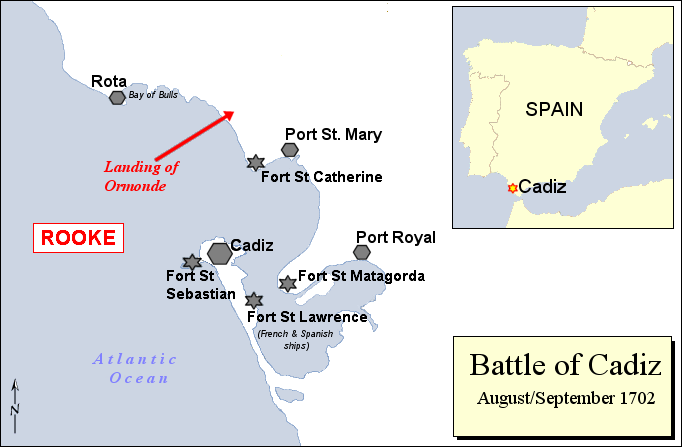
Schlacht von Cádiz 1702

Die Landung fand am 26. August statt, während ein frischer Wind wehte, was den Verlust von 25 Landungsbooten und 20 ertrunkenen Männern zur Folge hatte. Beschuss durch eine spanische 4-Kanonen-Batterie und der Angriff einer Kavallerieschwadron setzten den Invasoren Widerstand entgegen. Die ersten Reihen der Alliierten bestanden aus Grenadieren, die die spanischen Reiter zurückschlugen. Nichtsdestoweniger hob einer der alliierten Offiziere, Oberst James Stanhope, der später britischer Oberbefehlshaber in Spanien werden sollte, den Mut der in diesem kleinen Gefecht verwickelten englischen und spanischen Truppen hervor, indem er zugab, dass 200 Mann mehr solcher Reiter die alliierte Landung vereitelt hätten.
Vom Landeplatz marschierten Ormondes Truppen nach Rota. Man fand die Stadt verlassen vor (obwohl der Gouverneur und einige Einwohner nach einiger Zeit zurückkehrten, um die Soldaten zu grüßen). Die Alliierten verweilten dort für zwei Tage und landeten Pferde und Vorräte an. Obwohl die militärische Macht in englisch-niederländischen Händen verblieb, wurde Prinz Georg an die Spitze der Zivilverwaltung in jeder Stadt, die die Alliierten kontrollierten, gesetzt. Er ließ Manifeste verteilen, in denen die Spanier dazu aufgefordert wurden, sich für das Haus Österreich zu erklären; die Tatsache, dass einige nach Rota kamen, um sich der alliierten Sache anzuschließen, war von großem Wert für die Allianz, da der kaiserlich Repräsentant von einheimischen Freiwilligen, die in Kontakt mit anderen Einwohnern traten, abhängig war. Jedenfalls ergriff die spanische Obrigkeit umfangreiche Maßnahmen, um eine Desertion zur alliierten Seite zu verhindern, indem sie androhte, jeden zu erhängen, der im Besitz von Prinz Georgs Manifest angetroffen würde.
Die Alliierten rückten vor, um die Festung Sankt Katharina einzunehmen, bevor sie die Stadt El Puerto de Santa María betraten. Ormondes Männer kampierten zunächst außerhalb der Stadt, doch bestand der Fehler darin, ihnen zu erlauben, dorthin zurückzukehren. Die Truppen fanden die Stadt voll von unbewachten gefüllten Warenlagern und von Kellern voller Wein und Brandy, der größtenteils englischen und niederländischen Händlern gehörte, die unter spanischen Namen Handel damit trieben. Die Männer bedienten sich freimütig, verloren nach und nach die Kontrolle und verfielen ins Plündern, Rauben und Zerstören, nicht nur der Warenlager, sondern auch von Konventen und Kirchen. Prinz Georg verzweifelte und sandte einen Bericht in die Heimat, in dem er das Führungsverhalten durch die Offiziere verurteilte, im Besonderen das von Ormondes Untergebenen Sir Henry Belasyse (Ormondes Stellvertreter), O’Hara und dem niederländischen Baron Sparr, den er dafür für verantwortlich hielt, Ormonde überredet zu haben, die Truppen in der Stadt einzuquartieren. Die Marinesoldaten waren an den Plünderungen zunächst nicht beteiligt, waren aber bald versucht, sich ihren Anteil zu holen.
Die Sache des Erzherzogs hatte einen herben Rückschlag durch die Verfehlungen und die Fehlleitung von Ormondes Männern, die nach Trevelyan Santa María bis auf die „bloßen Mauern“ ausplünderten, erlitten. Ein ansässiger englischer Händler schrieb abschätzig: „Unsere Flotte hat einen derart widerlichen Gestank unter den Spaniern verbreitet, dass ein ganzes Zeitalter kaum ausreichen wird, um ihn wieder zu beseitigen.“ Diese Exzesse beendeten jegliche Hoffnung, die lokale Bevölkerung könnte Philipp V. den Rücken kehren, um sich den Alliierten zuzuwenden und bedeuteten Auftrieb für die Propaganda der Bourbonen. Rooke selbst berichtete, dass die „unmenschliche Plünderung von Santa María einen Aufschrei auf Land und See ausgelöst hat und in der gesamten Christenheit auslösen wird.“

### Wiedereinschiffung
Die unmittelbaren Auswirkungen der Plünderungen waren für die Expedition nur nachteilig; die Soldaten der Armee dachten hauptsächlich daran, wie sie ihre Beute heil nach Hause bringen konnten und verloren David Francis zufolge ihren Kampfgeist. Die Marine fürchtete um ihre Schiffe, die an der Leeküste ankerten, was bei schlechtem Wetter gefährlich werden konnte. Gleichwohl benötigten die Truppen an Land auf ihrem langen Marsch vom Anlandepunkt zum Zielobjekt die Unterstützung von den Männern aus Rookes Flotte. Crewmitglieder schlugen Brücken, schnitten Faschinen, gruben Gräben und schleppten Güter, doch standen aufgrund von Krankheiten nie genügend Männer zur Verfügung. Rooke sah sich schließlich gezwungen, diesen drückenden Forderungen an seine Männer ein Ende zu setzen, indem er erklärte, „derartige Sklavenarbeit sei nicht die eines Seemannes“. Dem Admiral blieb hier wohl keine Alternative, doch bedeutete seine Erklärung einen schweren Dämpfer für die Beziehungen zwischen Armee und Marine.
Nach der Besetzung von Santa María verlor der Angriff an Schwung. Die sumpfige Küste bis Puerto Real war eingenommen und die englischen Generäle wurden immer aufsässiger. Gleichwohl bestand Baron Sparr darauf, Fort Matagorda auf den Puntales (einer sandigen Nehrung nahe dem Eingang zum inneren Hafen) anzugreifen, um so Rookes Flotte das Einlaufen zu den Ankergründen zu ermöglichen, bevor die feindlichen Schiffe darin zerstört worden sind. Mit 600 niederländischen und 1.600 englischen Truppen bauten die Alliierten einen Damm über den tiefen Sand und brachten so eine Batterie nahe der Festung in Stellung, fanden sich nun aber selbst verwundbar und in Schussreichweite der französisch-spanischen Schiffe, die unter dem Kommando von Francisco Gutiérrez de los Ríos, Graf von Fernan Núñez, hinter der Hafenkette vor Anker lagen. Darüber hinaus sahen sie sich Angriffen durch die Galeeren, die sich noch außerhalb des Hafens herumtrieben, ausgesetzt.
Unterdessen setzte Villadarias seine Angriffe auf versprengte Abteilungen der Alliierten fort und schnitt sie von ihren Verbindungslinie ab. Durch einen Überraschungsangriff gelang es ihm auch, Rota zurückzuerobern, dessen Garnisonskommandant, der frühere Gouverneur, zum Tode verurteilt und als Verräter hingerichtet wurde. Die Alliierten hingegen erzielten geringe bis gar keine Fortschritte. Matagorda hielt stand und nach einigen Tagen erklärte Rooke, dass selbst wenn das Fort genommen werden könnte, die andere Festung, die den Eingang der Puntales bewachte, die Flotte daran hindern würde, die Engstelle zu passieren. Deshalb wurde am 26. September angesichts des sicheren Scheiterns die Entscheidung zur Wiedereinschiffung der Truppen getroffen. Ein Plan, die Stadt (entgegen Prinz Georgs Wünschen) zu beschießen, wurde wegen schlechten Wetters aufgegeben und nach einem weiteren Kriegsrat segelte die Flotte am 30. September heimwärts. Der Versuch, Cádiz einzunehmen, war erbärmlich gescheitert.

## Nachspiel
Die Tatsache, dass die Alliierten während des Gefechts um Cádiz keine namhafte Unterstützung von spanischer Seite erhalten hatte, bedeutete einen herben Prestigeverlust für Prinz Georg; allerdings erreichte ihn an Bord seines Schiffes eine Delegation spanischer Granden aus Madrid, die ihn in Lissabon verpasst und von Faro übergesetzt hatte. Der Prinz unterrichtete Rooke und Ormonde, dass die Spanier bereit seien, sich für das Haus Österreich zu erklären, sich aber nicht verpflichten wollten, bevor die Alliierten ihnen eine angemessene Unterstützung zusichern und eine Streitmacht, die in Spanien überwintern sollte, zurücklassen würden. Diese Hilfe war jedoch nicht verfügbar. Es hatte jedoch auch schon so einige kastilische Abtrünnige und Überläufer zu den Alliierten gegeben; der berühmteste unter ihnen war wohl der Admiral von Kastilien, Juan Tomas Enriquez de Cabrera, Herzog von Rioseco und Graf von Melgar. Nachdem er Madrid am 13. September 1702 verlassen hatte, floh er nach Portugal, wo er die Bourbonen-Regierung anprangerte und in die Dienste Erzherzog Karls eintrat.
Ormonde und Prinz Georg wollten an einer anderen spanischen Schlüsselstelle landen, doch Rooke entschied, besorgt über die herbstlichen Stürme, England anzusteuern. Zu diesem Zeitpunkt wechselten Ormonde und Rooke kaum ein Wort miteinander: Der General glaubte, er hätte Cádiz einnehmen können, wäre er nicht durch Rookes Veto sabotiert worden; der Admiral seinerseits hatte sich bei Ormonde bitterlich in einem Brief über das Verhalten seiner Männer an der Küste beklagt. Jedenfalls war die Nachricht, dass die spanische Silberflotte aus Amerika die Küste vor Galicien erreicht hatte, für Rooke, Ormonde und die gesamte Sache der Alliierten glückverheißend. Die darauffolgende Seeschlacht bei Vigo hatte bedeutend mehr Erfolg als die Unternehmung vor Cádiz (obwohl die erbeuteten Schätze weit hinter den Erwartungen zurückblieben), sodass dem Misserfolg vor Cádiz durch den Erfolg bei Vigo die größte Schärfe genommen wurde. Trotzdem bestand das House of Lords nach der Rückkehr der Flotte nach England auf einer Untersuchung der Vorfälle und des Verhaltens der militärischen Führung bei Cádiz.
Die schlechte Stimmung zwischen Rooke und Ormonde hatte die Hoffnung geweckt, die tatsächlichen Umstände auch wirklich aufzuklären, doch der Erfolg bei Vigo hatte den Tories die Möglichkeit gegeben, Rooke zum Helden zu stilisieren; Ormonde bereitete man ebenfalls einen triumphalen Empfang, sodass er sich den Tories anschloss. Daher entartete die Untersuchung zu einem Kampf der politischen Parteien: die Tories glorifizierten Rooke und Ormonde, während die Whigs kritisch blieben. Die beiden alliierten Kommandanten hielten vor dem Komitee des House of Lords unerbittlich zusammen. Jedenfalls wurde ein Kriegsgericht über das Führungsverhalten von Belasys und O’Hara gehalten. O’Hara wurde freigesprochen, doch Belasys wurde entlassen. Beiden Männern wurde das Kommando über ihre Regimenter entzogen, wobei Belasys später wiedereingesetzt und O’Hara 1704 zum Generalleutnant befördert wurde.